# 伊利亚·莫托内·马南戈伊
Elijah Motonei Manangoi（1993年1月5日—）是肯尼亚中跑运动员，他以3分34.63秒赢得2015年世界田径锦标赛1500米银牌。

## 外部連結
- 伊利亚·莫托内·马南戈伊在的頁面